# Marcin Lewandowski (lekkoatleta)
Marcin Przemysław Lewandowski (ur. 13 czerwca 1987 w Szczecinie) – polski lekkoatleta, specjalizujący się w biegach średnich, brązowy medalista mistrzostw świata z katarskiej Dohy na dystansie 1500 m, żołnierz zawodowy Wojska Polskiego.
Karierę sportową zaczynał w 2002 jako zawodnik niezrzeszony. Przez pierwsze lata kariery biegacz, trenowany przez swego brata, startował w barwach klubu Błękitni Osowa Sień. Od 2005 był zawodnikiem Ósemki Police, a od lipca 2010 broni barw Zawiszy Bydgoszcz. Absolwent wychowania fizycznego na Uniwersytecie Szczecińskim (temat pracy magisterskiej: Roczny cykl przygotowań Marcina Lewandowskiego na dystansie 800 metrów).

## Kariera
Pierwszym występem na arenie międzynarodowej były dla niego mistrzostwa Europy juniorów w 2005, podczas których zajął 7. miejsce w biegu na 1500 m. Rok 2006 zaczął od odległej pozycji w biegu na 4 kilometry na przełajowych mistrzostwach świata. Tuż za podium, na czwartym miejscu, był w mistrzostwach świata juniorów w Pekinie (2006). Mając 20 lat zwyciężył na młodzieżowych mistrzostwach Europy w roku 2007. W tym samym sezonie był ósmym zawodnikiem uniwersjady. Dotarł do półfinału podczas igrzysk olimpijskich w Pekinie. Sezon 2009 zaczął od szóstej lokaty w halowych mistrzostwach Europy. W lipcu zajął drugie miejsce, ulegając jedynie Adamowi Kszczotowi, w kolejnej edycji młodzieżowego czempionatu Starego Kontynentu. W półfinale mistrzostw świata w Berlinie Lewandowski przewrócił się na bieżnię, podcięty przez Holendra Brama Soma i Sudańczyka Abubakera Kakiego. Po proteście polskiej ekipy został dokooptowany do składu biegu finałowego, w którym zajął ósme miejsce z czasem 1:46,17. 
Złoty medalista mistrzostw Europy w Barcelonie (2010). Po raz pierwszy w historii mistrzostw Europy zdarzyło się wówczas, że dwaj Polacy znaleźli się w finale biegu na 800 metrów. Po raz pierwszy też bieg ten wygrał Polski reprezentant. Lewandowski wywalczył złoty medal z czasem 1:47,07, natomiast Adam Kszczot zdobył brązowy medal dobiegając na metę z czasem 1:47,22. 5 września 2010 był drugi w biegu na 800 metrów w ramach pucharu interkontynentalnego. Reprezentant Polski w meczach międzypaństwowych, superlidze pucharu Europy oraz superlidze drużynowych mistrzostw Europy. Trzeci zawodnik plebiscytu na wschodzącą gwiazdę europejskiej lekkoatletyki w roku 2009 organizowanego przez European Athletics, przegrał jedynie ze sprinterami – Francuzem Lemaître i Azerem Quliyevem. Na koniec sezonu 2010 zajął dziewiąte miejsce w plebiscycie na najlepszego lekkoatletę Europy oraz został wybrany sportowcem roku 2010 w Bydgoszczy. Przegrywając z Adamem Kszczotem został w 2011 w Paryżu halowym wicemistrzem Europy. W tym samym roku wywalczył złoty medal na światowych igrzyskach wojskowych rozgrywanych w Rio de Janeiro oraz był czwarty podczas mistrzostw świata. Na początku sezonu 2012 planował, że nie weźmie udziału w halowych mistrzostwach świata jednak ostatecznie zdecydował się na start w Stambule. Po udanym przejściu eliminacji w półfinale zaliczył upadek, nie ukończył biegu i odpadł z dalszej rywalizacji. 
Na półfinale zakończył rywalizację podczas igrzysk olimpijskich w Londynie (2012). 
Srebrny medalista IAAF World Relays w sztafecie 4 × 800 metrów (2014). 8 marca 2015 podczas Halowych mistrzostw Europy w Pradze zdobył złoty medal w biegu na 800 metrów. Na mistrzostwach Europy w Amsterdamie w 2016 zdobył srebrny medal. W trakcie Letnich Igrzysk Olimpijskich 2016 w biegu na 800 metrów uzyskał szóstą lokatę z wynikiem 1:44,20. W 2017 roku wywalczył halowe mistrzostwo Europy w biegu na 1500 metrów, natomiast w rozgrywanych w kwietniu tego samego roku IAAF World Relays, w składzie z Arturem Kuciapskim, Adamem Kszczotem i Mateuszem Borkowskim wywalczył brązowy medal w biegu rozstawnym 4 × 800 metrów. Na HMŚ 2018 w Birmingham wywalczył srebrny medal w biegu na 1500 m.
Jedenastokrotny medalista mistrzostw Polski seniorów ma w dorobku pięć złotych medali w biegu na 1500 m (Szczecin 2008, Bielsko-Biała 2010, Szczecin 2014, Bydgoszcz 2016) i Radom 2019) srebro na tym dystansie (Toruń 2013) oraz trzy złota (Bydgoszcz 2011, Bydgoszcz 2016), Lublin 2018) i trzy srebra (Poznań 2007, Szczecin 2014 oraz Kraków 2015) w biegu na 800 m, a także srebro w biegu przełajowym (Żagań 2016). Medalista halowych mistrzostw Polski. Stawał na podium juniorskich mistrzostw kraju oraz mistrzostw Polski w biegach przełajowych.  
Lewandowski do 2021 roku był rekordzistą Polski juniorów w biegu na 800 m (1:46,69 – 24 czerwca 2006, Szczecin).
Podczas igrzysk olimpijskich Tokio 2020 doznał kontuzji, która uniemożliwiła mu udział w finale biegu na 1500 metrów.

## Osiągnięcia

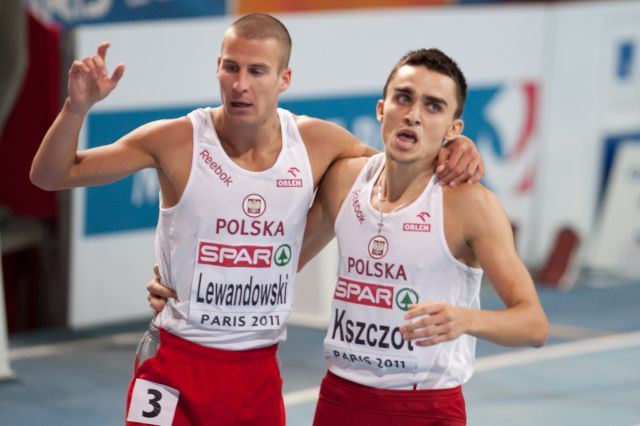
Marcin Lewandowski z Adamem Kszczotem po medalowym biegu na 800 m podczas halowych mistrzostw Europy w Paryżu 6 marca 2011

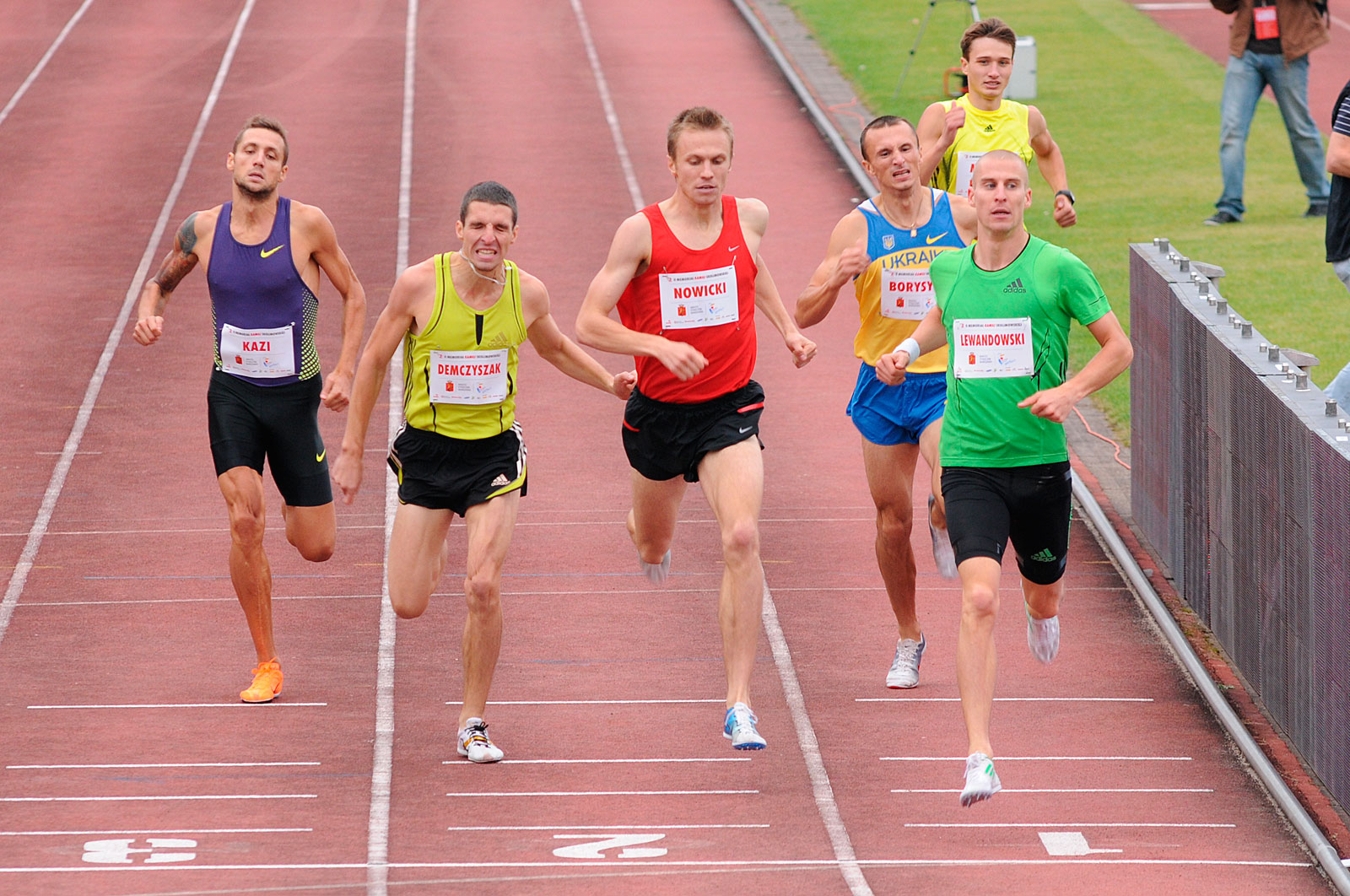
Marcin Lewandowski (w zielonej koszulce) podczas memoriału Kamili Skolimowskiej w Warszawie (2011)

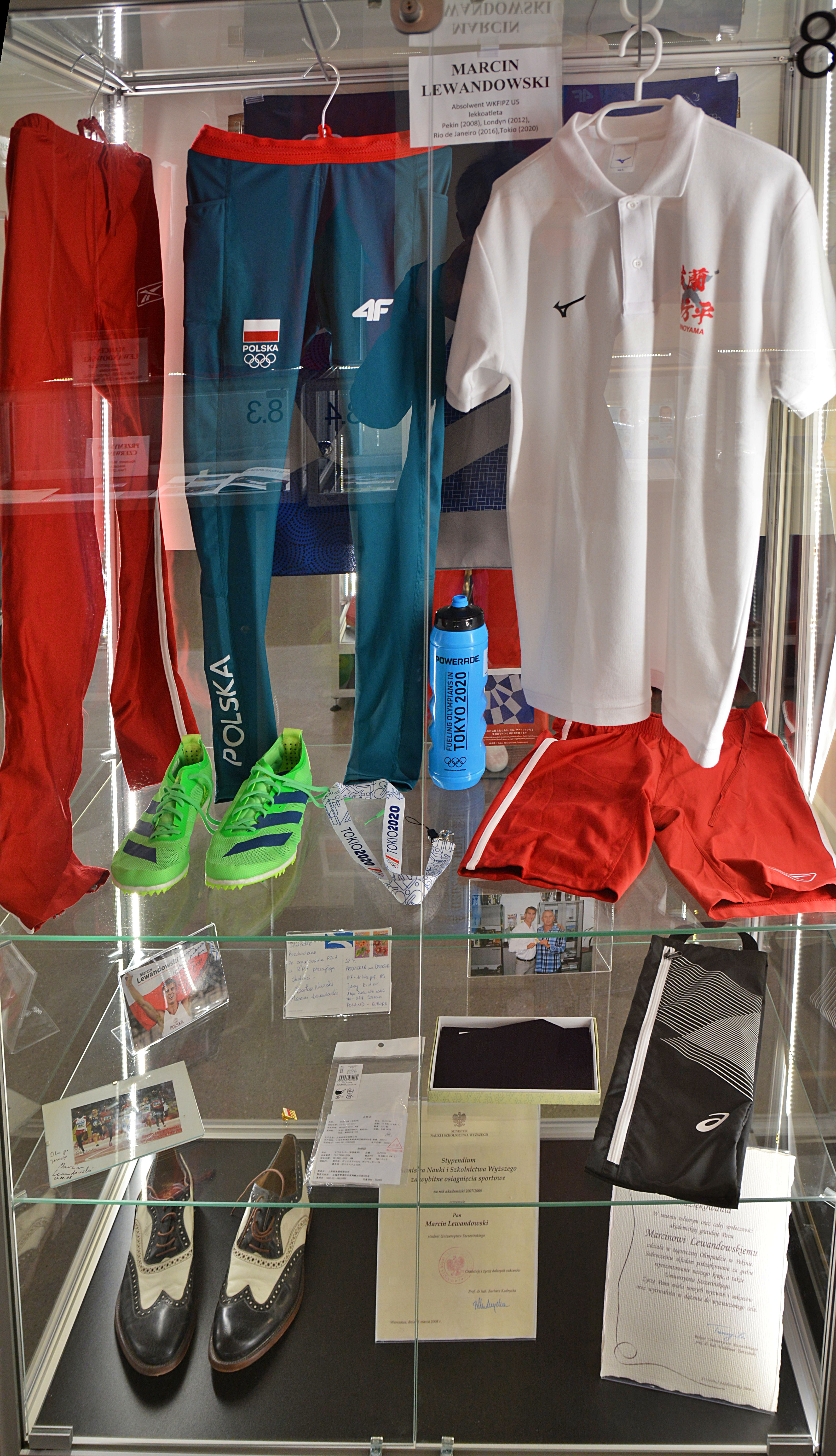
Gablota Marcina Lewandowskiego w Muzeum Olimpizmu Uniwersytetu Szczecińskiego

| Rok  | Impreza                                   | Miejsce        | Konkurencja        | Lokata      | Wynik   |
| ---- | ----------------------------------------- | -------------- | ------------------ | ----------- | ------- |
| 2005 | Mistrzostwa Europy juniorów               | Kowno          | bieg na 1500 m     | 7. miejsce  | 3:49,08 |
| 2006 | Mistrzostwa świata w biegach przełajowych | Fukuoka        | bieg krótki        | 90. miejsce | 12:03   |
| 2006 | Mistrzostwa świata juniorów               | Pekin          | bieg na 800 m      | 4. miejsce  | 1:48,25 |
| 2007 | Młodzieżowe mistrzostwa Europy            | Debreczyn      | bieg na 800 m      | 1. miejsce  | 1:49,94 |
| 2007 | Uniwersjada                               | Bangkok        | bieg na 800 m      | 8. miejsce  | 1:47,94 |
| 2008 | Superliga pucharu Europy                  | Annecy         | bieg na 800 m      | 2. miejsce  | 1:50,13 |
| 2008 | Igrzyska olimpijskie                      | Pekin          | bieg na 800 m      | półfinał    | 1:47,24 |
| 2008 | Światowy finał lekkoatletyczny IAAF       | Stuttgart      | bieg na 800 m      | 4. miejsce  | 1:49,40 |
| 2009 | Halowe mistrzostwa Europy                 | Turyn          | bieg na 800 m      | 6. miejsce  | 1:49,86 |
| 2009 | Superliga drużynowych mistrzostw Europy   | Leiria         | bieg na 1500 m     | 6. miejsce  | 3:44,39 |
| 2009 | Młodzieżowe mistrzostwa Europy            | Kowno          | bieg na 800 m      | 2. miejsce  | 1:46,52 |
| 2009 | Mistrzostwa świata                        | Berlin         | bieg na 800 m      | 8. miejsce  | 1:46,17 |
| 2010 | Superliga drużynowych mistrzostw Europy   | Bergen         | bieg na 800 m      | 3. miejsce  | 1:45,74 |
| 2010 | Mistrzostwa Europy                        | Barcelona      | bieg na 800 m      | 1. miejsce  | 1:47,07 |
| 2010 | Puchar interkontynentalny                 | Split          | bieg na 800 m      | 2. miejsce  | 1:44,81 |
| 2010 | Diamentowa Liga 2010                      |                | bieg na 800 m      | 3. miejsce  |         |
| 2011 | Halowe mistrzostwa Europy                 | Paryż          | bieg na 800 m      | 2. miejsce  | 1:48,23 |
| 2011 | Światowe wojskowe igrzyska sportowe       | Rio de Janeiro | bieg na 800 m      | 1. miejsce  | 1:45,77 |
| 2011 | Mistrzostwa świata                        | Daegu          | bieg na 800 m      | 4. miejsce  | 1:44,80 |
| 2012 | Halowe mistrzostwa świata                 | Stambuł        | bieg na 800 m      | półfinał    | DNF     |
| 2012 | Igrzyska olimpijskie                      | Londyn         | bieg na 800 m      | półfinał    | 1:45,08 |
| 2013 | Halowe mistrzostwa Europy                 | Göteborg       | bieg na 1500 m     | 4. miejsce  | 3:39,19 |
| 2013 | Superliga drużynowych mistrzostw Europy   | Gateshead      | bieg na 1500 m     | 3. miejsce  | 3:39,82 |
| 2013 | Mistrzostwa świata                        | Moskwa         | bieg na 800 m      | 4. miejsce  | 1:44,08 |
| 2013 | Mistrzostwa Europy wojskowych             | Warendorf      | bieg na 800 m      | 1. miejsce  | 1:50,05 |
| 2014 | IAAF World Relays                         | Nassau         | sztafeta 4 × 800 m | 2. miejsce  | 7:08,69 |
| 2014 | Mistrzostwa Europy                        | Zurych         | bieg na 800 m      | 5. miejsce  | 1:45,78 |
| 2015 | Halowe mistrzostwa Europy                 | Praga          | bieg na 800 m      | 1. miejsce  | 1:46,67 |
| 2015 | IAAF World Relays                         | Nassau         | sztafeta 4 × 800   | 2. miejsce  | 7:09,98 |
| 2015 | Superliga drużynowych mistrzostw Europy   | Czeboksary     | bieg na 1500 m     | 2. miejsce  | 3:52,06 |
| 2015 | Mistrzostwa świata                        | Pekin          | bieg na 800 m      | półfinał    | 1:45,34 |
| 2015 | Światowe wojskowe igrzyska sportowe       | Mungyeong      | bieg na 800 m      | 3. miejsce  | 1:46,36 |
| 2016 | Mistrzostwa Europy                        | Amsterdam      | bieg na 800 m      | 2. miejsce  | 1:45,54 |
| 2016 | Igrzyska Olimpijskie                      | Rio de Janeiro | bieg na 800 m      | 6. miejsce  | 1:44.20 |
| 2017 | Halowe mistrzostwa Europy                 | Belgrad        | bieg na 1500 m     | 1. miejsce  | 3:44,82 |
| 2017 | IAAF World Relays                         | Nassau         | sztafeta 4 × 800 m | 3. miejsce  | 7:18,74 |
| 2017 | Superliga drużynowych mistrzostw Europy   | Lille          | bieg na 1500 m     | 1. miejsce  | 3:53,40 |
| 2017 | Mistrzostwa świata                        | Londyn         | bieg na 1500 m     | 7. miejsce  | 3:36,02 |
| 2018 | Halowe mistrzostwa świata                 | Birmingham     | bieg na 1500 m     | 2. miejsce  | 3:58,39 |
| 2018 | Mistrzostwa Europy                        | Berlin         | bieg na 1500 m     | 2. miejsce  | 3:38,14 |
| 2018 | Puchar interkontynentalny                 | Ostrawa        | bieg na 1500 m     | 2. miejsce  | 3:40,42 |
| 2019 | Halowe mistrzostwa Europy                 | Glasgow        | bieg na 1500 m     | 1. miejsce  | 3:42,84 |
| 2019 | Superliga drużynowych mistrzostw Europy   | Bydgoszcz      | bieg na 1500 m     | 1. miejsce  | 3:47,88 |
| 2019 | Mistrzostwa świata                        | Doha           | bieg na 1500 m     | 3. miejsce  | 3:31,46 |
| 2019 | Światowe wojskowe igrzyska sportowe       | Wuhan          | bieg na 800 m      | eliminacje  | 1:52,13 |
| 2019 | Światowe wojskowe igrzyska sportowe       | Wuhan          | bieg na 1500 m     | 3. miejsce  | 3:46,61 |
| 2021 | Halowe Mistrzostwa Europy                 | Toruń          | bieg na 1500 m     | 2. miejsce  | 3:38,06 |

## Rekordy życiowe
| Konkurencja         | Rezultat | Data             | Miejsce    | Uwagi         |
| ------------------- | -------- | ---------------- | ---------- | ------------- |
| Bieg na 400 metrów  | 47,76    | 31 lipca 2009    | Bydgoszcz  |               |
| Bieg na 600 metrów  | 1:15,17  | 24 sierpnia 2014 | Birmingham |               |
| Bieg na 800 metrów  | 1:43,72  | 17 lipca 2015    | Monako     |               |
| Bieg na 1000 metrów | 2:14,30  | 25 sierpnia 2016 | Lozanna    | rekord Polski |
| Bieg na 1500 metrów | 3:30,42  | 9 lipca 2021     | Monako     | rekord Polski |
| Bieg na 2000 metrów | 4:57,09  | 19 sierpnia 2020 | Bydgoszcz  | rekord Polski |
| Bieg na milę        | 3:49,11  | 1 lipca 2021     | Oslo       | rekord Polski |

| Konkurencja         | Rezultat | Data             | Miejsce    | Uwagi              |
| ------------------- | -------- | ---------------- | ---------- | ------------------ |
| Bieg na 400 metrów  | 48,29    | 21 lutego 2009   | Spała      |                    |
| Bieg na 600 metrów  | 1:16,32  | 13 lutego 2011   | Gandawa    |                    |
| Bieg na 800 metrów  | 1:45,41  | 18 lutego 2012   | Birmingham |                    |
| Bieg na 1000 metrów | 2:17,67  | 28 lutego 2014   | Metz       | rekord Polski      |
| Bieg na 1500 metrów | 3:35,71  | 17 lutego 2021   | Toruń      | rekord Polski      |
| Bieg na 3000 metrów | 7:51,69  | 30 stycznia 2021 | Toruń      |                    |
| Bieg na milę        | 3:56,41  | 13 lutego 2019   | Athlone    | były rekord Polski |

## Odznaczenia
- Krzyż Kawalerski Orderu Odrodzenia Polski: 2018[35]
- Złoty Krzyż Zasługi – 2010[36]
- Medal 100-lecia Odzyskania Niepodległości – 2019[37]